# Charles Hanbury Williams
Pour les articles homonymes, voir Williams et Charles Williams.
Charles Hanbury Williams (8 décembre 1708 - 2 novembre 1759) est un diplomate, écrivain et satiriste gallois.